# Бідайик (Уаліхановський район)
Бідайи́к (каз. Бидайық) — село у складі Уаліхановського району Північноказахстанської області Казахстану. Адміністративний центр Бідайицького сільського округу.
До 2009 року село називалось Бідайикське.
Населення — 850 осіб (2021; 1216 у 2009, 1277 у 1999, 1848 у 1989).
Національний склад станом на 1989 рік:
- казахи — 48 %
- росіяни — 25 %.